# Metacausta ustata
Metacausta ustata là một loài bướm đêm trong họ Noctuidae.